# Sorn
Chonnasorn Sajakul (Bangkok, 18 de noviembre de 1996), conocida como Sorn, es una cantante tailandesa. Es conocida por haber sido la ganadora de la primera temporada de K-Pop Star Hunt en 2011, además de por haber formado parte del grupo de chicas surcoreano CLC. Actualmente se encuentra desarrollando su carrera como solista bajo la agencia Wild Entertainment . 

## Vida personal
Sorn nació en Tailandia, el 18 de noviembre de 1996. Desde que era niña, su madre le permitió tener lecciones de canto para alcanzar sus metas de convertirse en cantante. Su padre trabaja para el primer ministro de Tailandia. En 2011, compitió en K-Pop Star Hunt  de TVN y fue nombrada ganadora de la primera temporada.

## Carrera
Sorn fue revelada como la primera integrante del grupo de chicas CLC. El grupo debutó oficialmente el 19 de marzo de 2015 con su primer extended play, First Love. Sorn debutó como solista siendo miembro de CLC con la canción RUN el 23 de marzo de 2021. El 16 de noviembre de 2021, Cube Entertainment anunció que Sorn dejaba de ser parte tanto de CLC como de la compañía.
Posteriormente, Sorn firmaría un contrato con la agencia internacional de talentos Wild Entertainment, con quien empezaría a desarrollar su carrera en solitario de forma más profunda. 

## Discografía
Colaboraciones
| Año  | Título                    | Artista     | Álbum                     |
| ---- | ------------------------- | ----------- | ------------------------- |
| 2012 | "Because You Are The One" | G. NA       | Oui                       |
| 2023 | "Cold Like Snow"          | Yellow Claw | Cold Like Snow (sencillo) |

Canciones en solitario
| Año  | Título                | Notas |
| ---- | --------------------- | --- |
| 2021 | "RUN"                 | única canción de Sorn como solista lanzada bajo Cube como miembro de CLC                                               |
| 2022 | "Sharp Objects"       | primera canción de Sorn como solista bajo una nueva agencia, se considera su debut oficial                             |
| 2022 | "Scorpio"             | - |
| 2022 | "Save Me"             | - |
| 2022 | "Nirvana Girl"        | junto con Yeeun (solista y antigua miembro de CLC), y coreografiada por Seungyeon (bailarina y antigua miembro de CLC) |
| 2023 | "Not A Friend"        | - |
| 2023 | "U Already Know"      | canción promocional para Valorant Champions Tour 2023                                                                  |
| 2023 | "Rowdy"               | junto con Seungyeon (bailarina y antigua miembro de CLC)                                                               |
| 2024 | "cool"                | - |
| 2024 | "crazy stupid lovers" | junto con Hong Seok (solista y antiguo miembro de Pentagon)                                                            |
| 2024 | "BAD4US"              | junto con J.Tajor |

## Filmografía

### Dramas
| Año  | Título           | Papel  |
| ---- | ---------------- | ------ |
| 2010 | Fai Amata ไฟอมตะ | Kaiwei |

### Programas de televisión
| Año  | Título                                           | Red              | Papel      | Notas                                                                   |
| ---- | ------------------------------------------------ | ---------------- | ---------- | ----------------------------------------------------------------------- |
| 2011 | K-Pop Star Hunt                                  | tvN              | Ella misma | Sorn fue la ganadora para convertirse en aprendiz de Cube Entertainment |
| 2013 | Seúl, Capital de K-Pop (en el Interior de K-Pop) | NAT GEO Personas | Ella misma |                                                                         |
| 2014 | Cube Entertainment's Way of Training Sorn        | Arirang          | Ella misma | Documental                                                              |
| 2014 | When Charles Met Chulsoo                         | SBS              | Ella misma | Documental                                                              |
| 2016 | Idol Party                                       | TV Chosun        | Ella misma | Con Yuta de NCT                                                         |